# 新潟県道270号湯之河内梶屋敷停車場線

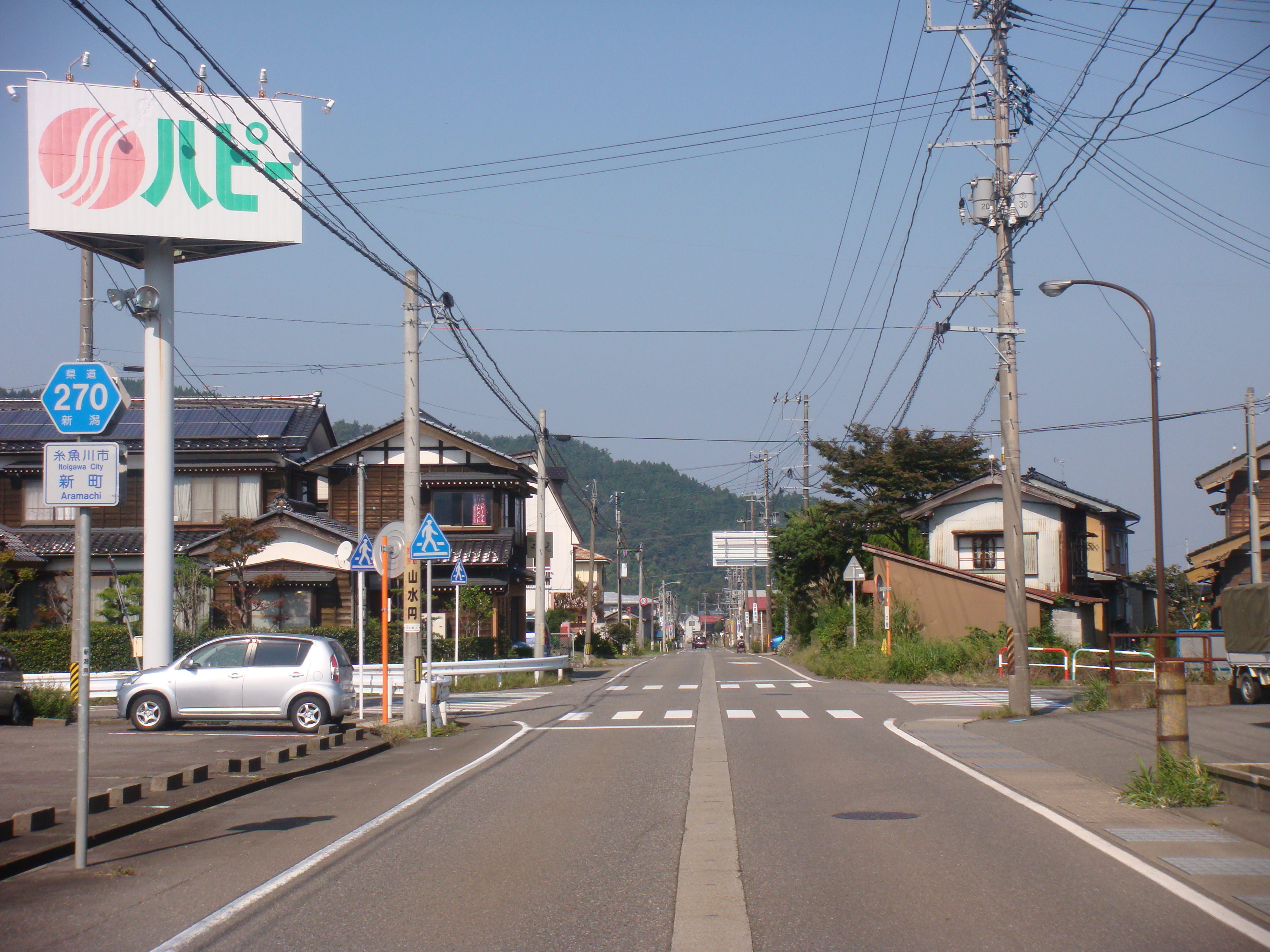
糸魚川市新町より、梶屋敷方面を望む
（2011年（平成23年）10月撮影）

新潟県道270号湯之河内梶屋敷停車場線（にいがたけんどう270ごう ゆのかわちかじやしきていしゃじょうせん）は、新潟県の糸魚川市内を通る一般県道である。

## 概要
糸魚川市の東部の上早川地区・下早川地区の二級河川早川沿い（早川谷）の各集落と海岸部を結ぶ。
糸魚川市上早川地区の同市土塩に架かる切込橋より東は早川の右岸に、同橋から西は左岸にそれぞれ沿っている。2010年（平成22年）3月25日に国道8号糸魚川東バイパスの同市梶屋敷（立壁交差点）と同市大和川（新潟県道222号西中糸魚川線中央大通りバイパス・前川交差点）の間が開通したことで、国道8号（現道）の早川橋西詰交差点から立壁交差点の区間は、国道8号現道部と同バイパスとの連絡路となっている。

### 路線データ
- 起点：新潟県糸魚川市大字平字ソデガハラ5858-2
- 終点：新潟県糸魚川市大字田伏字南番町366-2（＝えちごトキめき鉄道梶屋敷駅前）

## 路線状況
全区間アスファルト舗装されている。
規格改良に関しては、実延長全体の約89.8％にあたる12.7065km＝12706.5mが改良済みである。このうち、11.9126km（＝11912.6m、実延長区間の約84.2％）は5.5m以上の幅員である。歩道は7.1011km（＝7101.1m）設置されている。

### 重複区間

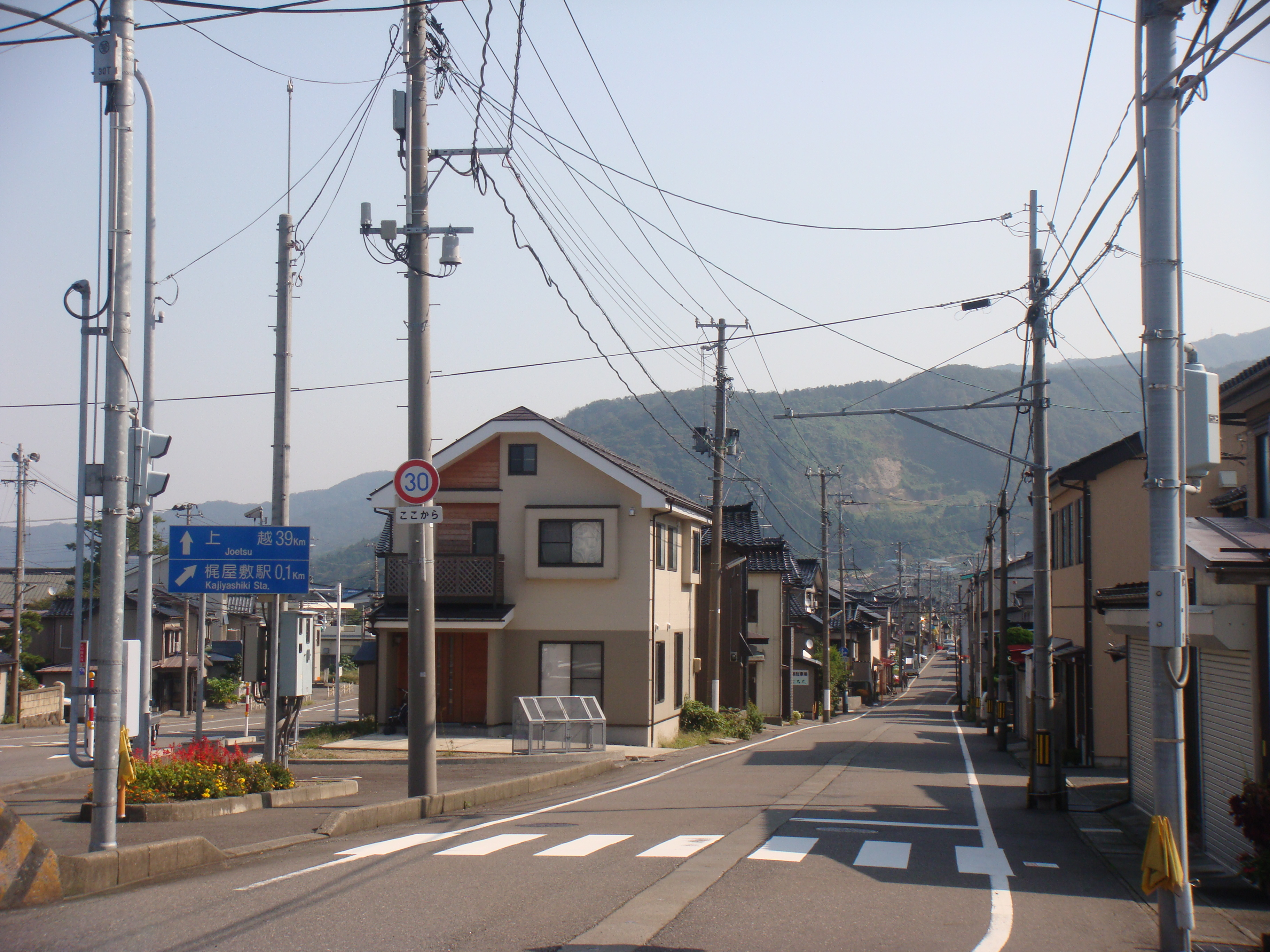
糸魚川市田伏の田伏交差点より、同市梶屋敷方面を望む。画像左が国道8号（当県道重複区間）、右は当県道（単独区間）である。
（2011年（平成23年）10月撮影）

- 国道8号（糸魚川市梶屋敷・早川橋西詰交差点 - 同市田伏・田伏交差点）

## 地理

### 通過する自治体
- 新潟県
糸魚川市

### 交差する道路
- 新潟県道484号下出越線（新潟県糸魚川市越）
- 国道8号糸魚川東バイパス（糸魚川市梶屋敷・立壁交差点）
- 国道8号（現道）（糸魚川市梶屋敷・早川橋西詰交差点、同市田伏・田伏交差点）

### バス路線
- 糸魚川バス（笹倉温泉 - 梶屋敷四ツ角 - 梶屋敷駅前 - 田伏交差点）

### 沿線
- 頸城山塊
  - 火打山
  - 焼山
- 早川
- 笹倉温泉
- 焼山温泉
- 東北電力 新北山発電所
- 糸魚川市立上早川小学校
- 月不見の池
- 糸魚川市立下早川小学校
- 北陸新幹線 金山トンネル
- 北陸自動車道 金山トンネル、早川バスストップ
- 糸魚川市立糸魚川東中学校
- えちごトキめき鉄道 梶屋敷駅